# Golfo de Kula

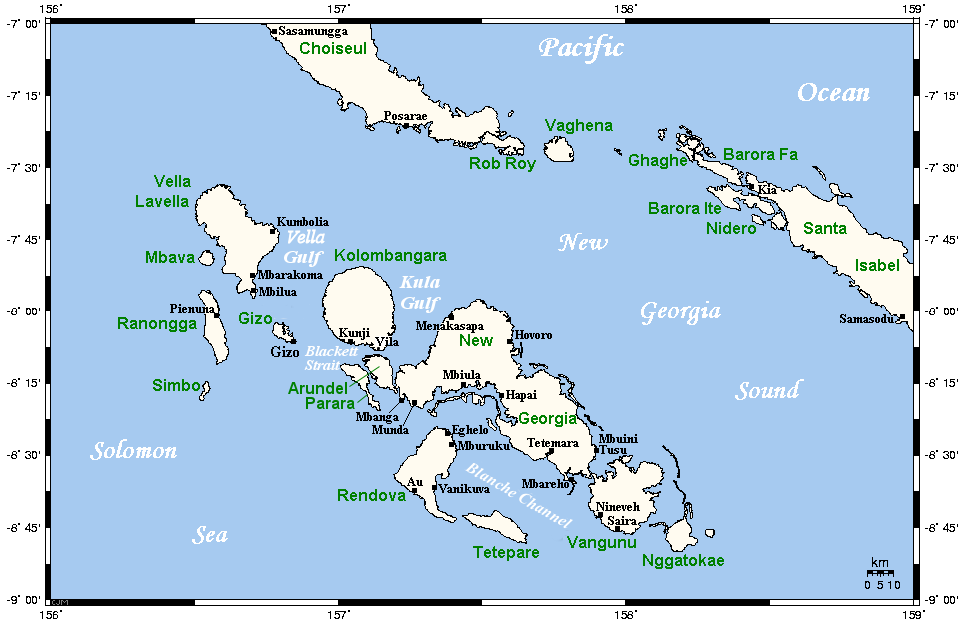
En el mapa se puede observar la localización del golfo.

El golfo de Kula se encuentra en el grupo de las Islas Nueva Georgia, en la provincia Occidental de las Islas Salomón. Al norte se abre al estrecho de Nueva Georgia. Está comprendido entre las islas de Kolombangara al oeste, Arundel al suroeste, y Nueva Georgia al sur y este. Mediante el estrecho de Blackett en el suroeste conecta con el golfo de Vella y el mar de Salomón.
Durante los enfrentamientos que tuvieron lugar en la Segunda Guerra Mundial con motivo de la Campaña de las Islas Salomón, el 5 y 6 de julio de 1943, tuvo lugar en el golfo la batalla del Golfo de Kula entre las armadas japonesa y estadounidense.
- Datos: Q1342361